# هوموکلرسیکلیزین
هموکلرسیکلیزین(به انگلیسی: Homochlorcyclizine) (INN) یک آنتی هیستامین از گروه دی‌فنیل‌متیل‌پیپرازین است که از سال ۱۹۶۵ در ژاپن به بازار عرضه شده‌است. این دارو در درمان آلرژی و سایر شرایط استفاده می‌شود. همچنین دارای برخی خواص آنتی کولینرژیک، antidopaminergic و antiserotonergic نیز می‌باشد.